# Martinet agamí
El martinet agamí o agamí (Agamia agami) és una espècie d'ocell de la família dels ardèids (Ardeidae), únic del gènere Agamia (Reichenbach, 1853). Molt relacionat amb els agrons tigrats de Sud-amèrica, habita la zona neotropical.

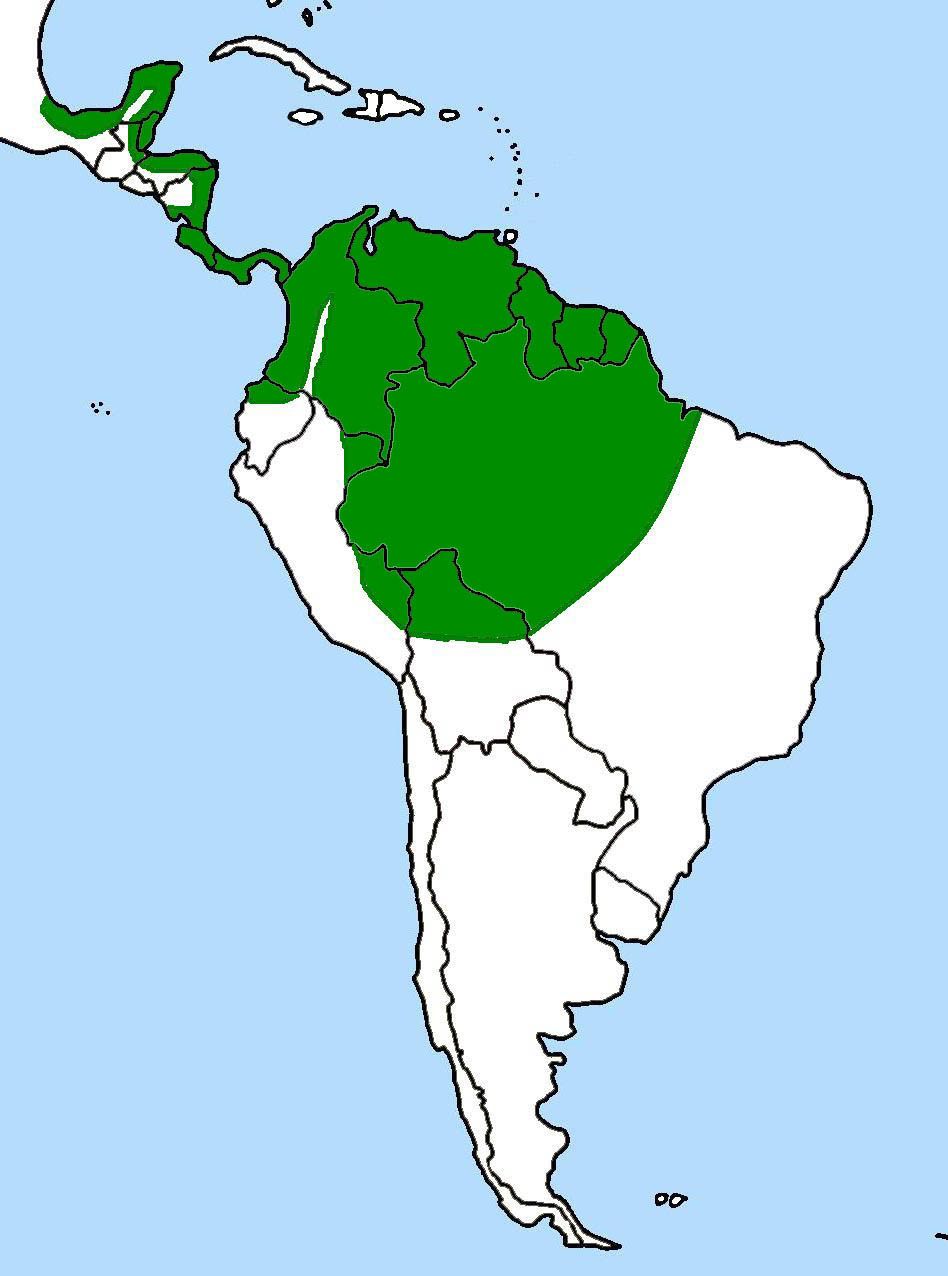
Àrea de distribució dAgamia agami

Aquest agró fa una llargària d'uns 70 cm. Potes relativament curtes per a un ardèid i bec molt llarg. Cos i coll marró, amb ales verdoses. Negre al cap i clatell. En l'extrem superior del coll sobresurt una ploma llarga, de color blanc platejat. Bec i potes groguenques.
Habita zones humides al bosc i pantans amb arbres, des d'Amèrica central fins al Brasil i el Perú.
És un ocell solitari fora de l'època de cria, que s'estén de juny a setembre. Forma grans colònies de cria en zones amb arbres prop de l'aigua. La femella pon normalment dos ous de color blavós.
Caça en aigües poc profundes sobretot peixos, però també amfibis, petits rèptils i mol·luscs.